# Final do Grand Prix de Patinação Artística no Gelo de 2005–06
A Final do Grand Prix de Patinação Artística no Gelo de 2005–06 foi a décima primeira edição da competição, um evento anual de patinação artística no gelo organizado pela União Internacional de Patinação (em inglês:  International Skating Union), e o evento final do Grand Prix de 2005–06. Os patinadores se qualificaram para essa competição através de outras seis competições: Trophée Éric Bompard, NHK Trophy, Cup of Russia, Cup of China, Skate America e Skate Canada International. A competição foi disputada entre os dias 16 de dezembro e 18 de dezembro de 2005, na cidade de Tóquio, Japão.

## Eventos
- Individual masculino
- Individual feminino
- Duplas
- Dança no gelo

## Medalhistas
| Evento                        | Ouro                                        | Prata                                       | Bronze                                          |
| Individual masculino detalhes | Stéphane Lambiel · Suíça                    | Jeffrey Buttle · Canadá                     | Daisuke Takahashi · Japão                       |
| Individual feminino detalhes  | Mao Asada · Japão                           | Irina Slutskaya · Rússia                    | Yukari Nakano · Japão                           |
| Duplas detalhes               | Tatiana Totmianina · Maxim Marinin · Rússia | Zhang Dan · Zhang Hao · China               | Aliona Savchenko · Robin Szolkowy · Alemanha    |
| Dança no gelo detalhes        | Tatiana Navka · Roman Kostomarov · Rússia   | Elena Grushina · Ruslan Goncharov · Ucrânia | Marie-France Dubreuil · Patrice Lauzon · Canadá |

## Resultados

### Individual masculino
| Pos.              | Nome              | Nacionalidade | Pontos | PC        | PL         |
| ----------------- | ----------------- | ------------- | ------ | --------- | ---------- |
| Medalha de ouro   | Stéphane Lambiel  | Suíça         | 230.10 | 80.60 (1) | 149.50 (1) |
| Medalha de prata  | Jeffrey Buttle    | Canadá        | 214.34 | 76.00 (2) | 138.34 (2) |
| Medalha de bronze | Daisuke Takahashi | Japão         | 212.52 | 74.60 (3) | 137.92 (3) |
| 4                 | Nobunari Oda      | Japão         | 197.05 | 67.13 (4) | 129.92 (5) |
| 5                 | Emanuel Sandhu    | Canadá        | 189.46 | 57.86 (5) | 131.60 (4) |

### Individual feminino
| Pos.              | Nome            | Nacionalidade  | Pontos | PC        | PL         |
| ----------------- | --------------- | -------------- | ------ | --------- | ---------- |
| Medalha de ouro   | Mao Asada       | Japão          | 189.62 | 64.38 (1) | 125.24 (1) |
| Medalha de prata  | Irina Slutskaya | Rússia         | 181.48 | 58.90 (2) | 122.58 (2) |
| Medalha de bronze | Yukari Nakano   | Japão          | 161.82 | 56.04 (4) | 105.78 (3) |
| 4                 | Miki Ando       | Japão          | 157.30 | 56.70 (3) | 100.60 (4) |
| 5                 | Elena Sokolova  | Rússia         | 150.08 | 52.30 (5) | 97.78 (5)  |
| 6                 | Alissa Czisny   | Estados Unidos | 140.90 | 48.26 (6) | 92.64 (6)  |

### Duplas
| Pos.              | Nome                               | Nacionalidade | Pontos | PC        | PL         |
| ----------------- | ---------------------------------- | ------------- | ------ | --------- | ---------- |
| Medalha de ouro   | Tatiana Totmianina / Maxim Marinin | Rússia        | 193.60 | 66.92 (1) | 126.68 (1) |
| Medalha de prata  | Zhang Dan / Zhang Hao              | China         | 186.12 | 61.76 (4) | 124.36 (2) |
| Medalha de bronze | Aliona Savchenko / Robin Szolkowy  | Alemanha      | 180.10 | 61.78 (3) | 118.32 (3) |
| 4                 | Maria Petrova / Alexei Tikhonov    | Rússia        | 178.10 | 62.10 (2) | 116.00 (4) |
| 5                 | Julia Obertas / Sergei Slavnov     | Rússia        | 169.20 | 59.28 (5) | 109.92 (6) |
| 6                 | Pang Qing / Tong Jian              | China         | 168.34 | 57.94 (6) | 110.40 (5) |

### Dança no gelo
| Pos.              | Nome                                    | Nacionalidade | Pontos | DO        | DC         |
| ----------------- | --------------------------------------- | ------------- | ------ | --------- | ---------- |
| Medalha de ouro   | Tatiana Navka / Roman Kostomarov        | Rússia        | 165.72 | 63.01 (1) | 102.71 (1) |
| Medalha de prata  | Elena Grushina / Ruslan Goncharov       | Ucrânia       | 154.53 | 58.84 (2) | 95.69 (3)  |
| Medalha de bronze | Marie-France Dubreuil / Patrice Lauzon  | Canadá        | 152.36 | 55.42 (3) | 96.94 (2)  |
| 4                 | Galit Chait / Sergei Sakhnovski         | Israel        | 149.49 | 54.98 (4) | 94.51 (4)  |
| 5                 | Oksana Domnina / Maxim Shabalin         | Rússia        | 142.73 | 51.66 (5) | 91.07 (6)  |
| 6                 | Isabelle Delobel / Olivier Schoenfelder | França        | 139.65 | 48.13 (6) | 91.52 (5)  |

## Quadro de medalhas
| Ordem | País     | Medalha de ouro | Medalha de prata | Medalha de bronze |    | Ordem por total |
| ----- | -------- | --------------- | ---------------- | ----------------- | -- | --------------- |
| 1     | Rússia   | 2               | 1                |                   | 3  | 1               |
| 2     | Japão    | 1               |                  | 2                 | 3  | 1               |
| 3     | Suíça    | 1               |                  |                   | 1  | 4               |
| 4     | Canadá   |                 | 1                | 1                 | 2  | 3               |
| 5     | China    |                 | 1                |                   | 1  | 4               |
| 5     | Ucrânia  |                 | 1                |                   | 1  | 4               |
| 7     | Alemanha |                 |                  | 1                 | 1  | 4               |
| TOTAL | TOTAL    | 4               | 4                | 4                 | 12 | —               |